# Pamiętasz mnie?
Pamiętasz mnie? – polski film psychologiczny z 2007 roku.

## Główne role
- Mirosław Baka jako mąż
- Renata Dancewicz jako żona
- Angelika Kubasik jako córka Kasia
- Teresa Sawicka jako teściowa
- Magdalena Woźniak jako sąsiadka
- Dawid Antkowiak jako przyjaciel żony

## Fabuła
Główny bohater wraca do domu po kilkuletniej odsiadce. Chce odzyskać to, co stracił i naprawić swoje relacje z żoną i 12-letnią córką. Córka go jednak nie pamięta, a żona ułożyła sobie życie na nowo.